# Davis (nome)
Davis  è un nome proprio di persona inglese maschile.

## Varianti
- Maschili: Davies[2]

## Origine e diffusione
Riprende il cognome inglese Davis, a sua volta un derivato del nome David.

## Onomastico
Il nome non è portato da alcun santo, quindi è adespota; l'onomastico si può festeggiare eventualmente il 1º novembre, in occasione di Ognissanti.

## Persone

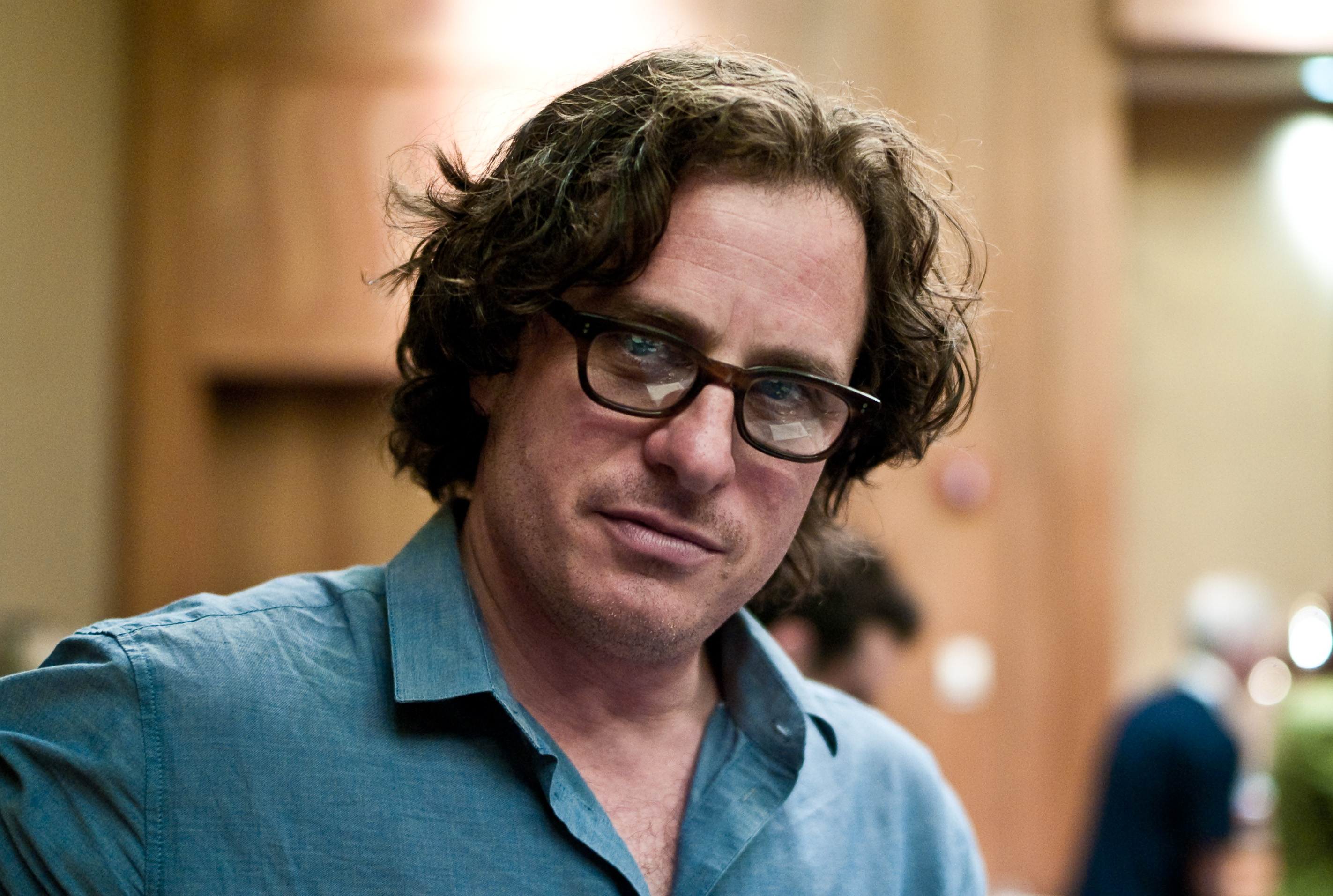
Davis Guggenheim

- Davis Cleveland, attore, rapper e cantante statunitense
- Davis Curiale, calciatore italiano
- Davis Gaines, attore e cantante statunitense
- Davis Guggenheim, regista e produttore cinematografico statunitense
- Davis Kamoga, atleta ugandese
- Davis Love III, golfista statunitense

### Variante Davies
- Davies Nkausu, calciatore zambiano

## Il nome nelle arti
- Davis Motomiya è un personaggio delle serie anime Digimon Adventure 02.